# Всё о Еве
«Всё о Еве» (англ. All About Eve) — американский драматический фильм 1950 года, снятый режиссёром Джозефом Лео Манкевичем. Манкевич также написал сценарий, основанный на рассказе Мэри Орр «Мудрость Евы» (англ. The Wisdom of Eve).
Фильм рассказывает о стареющей бродвейской звезде Марго Ченнинг (Бетт Дейвис), которая из сострадания берёт себе в качестве личной помощницы казалось бы несчастную и наивную поклонницу Еву Харрингтон (Энн Бакстер). Используя своё новое положение, Ева очень быстро заводит отношения с близкими друзьями и коллегами Марго, а затем пользуется моментом, чтобы стать её дублёршей на сцене. Марго вскоре разгадывает намерения Евы, однако понимая неизбежность скорого заката собственной карьеры, не препятствует Еве. И та, используя небескорыстную поддержку влиятельного и беспринципного театрального критика Эддисона Де Витта (Джордж Сэндерс), начинает восхождение на вершину бродвейской славы. В остальных ролях задействованы Джордж Сандерс, Селеста Холм, Хью Марлоу, Гэри Меррилл, Телма Риттер, а также Мэрилин Монро, для которой это был один из первых фильмов.
«Всё о Еве» получил восторженные отзывы критиков; фильм был заявлен в 14 номинациях на премию «Оскар» (такого числа номинаций позднее добился только «Титаник» в 1997 году и «Ла-Ла Ленд» в 2016 году) и завоевал 6 из них, включая премию за лучший фильм.
В истории кинематографа лента считается классической, в 1990 году она была отобрана для хранения в Национальном реестре фильмов. В 1998 году фильм «Всё о Еве» занял 16-ю позицию в списке 100 лучших американских фильмов Американского института киноискусства.

## Сюжет
Фильм начинается с вымышленной сцены вручения престижной театральной премии имени Сары Сиддонс, которую получает молодая актриса Ева Харрингтон (Энн Бакстер). Далее следуют события, показанные в ретроспективе.
Марго Ченнинг (Бетт Дэвис) — одна из самых больших звёзд Бродвея. Каждый вечер ее, в подворотне у черного входа, ждет молодая, плохо одетая женщина по имени Ева Харрингтон, которая восторженно смотрит на нее. В один из вечеров, подруга Марго, жена сценариста, Карен Ричардсон, жалеет Еву и приводит в гримерку к Марго, поскольку Ева рассказывает, что видела все ее спектакли и является фанаткой Марго Ченнинг. В гримерке, помимо Марго, оказывается весь ее ближний круг, ее мужчина, Билл, а также муж Карен, Ллойд, который пишет пьесы для Марго. Ева рассказывает о погибшем на войне возлюбленном, и о том, что у неё нет ни друзей, ни родных, только театр и только обожание к Марго Ченнинг. Ева заявляет, что впервые увидела Марго в Сан-Франциско и была так потрясена её талантом, что приехала в Нью-Йорк за своим идолом. Присутствующие начинают её жалеть, все, кроме пожилой компаньонки Марго, Берди Кунен (Тельма Риттер), которая скептически отмечает неправдоподобность истории. Марго, поддавшись жалостливому порыву, сначала берет Еву погулять с собой, а потом и вовсе к себе в дом на должность помощницы.
Постепенно Марго замечает повышенный интерес Евы к её возлюбленному, а также то, что, находясь в статусе помощницы знаменитости, Ева начинает усиленно знакомиться со всеми мало-мальски влиятельными людьми, начиная от крупного продюсера, заканчивая циничным кинокритиком.
Однако, отметив начинающуюся неприязнь Марго и её компаньонки, Ева решает сменить тактику. Воспользовавшись глупостью и мягкотелостью подруги Марго, Карен, она обращается к последней с просьбой поговорить с продюсером театра, где играет Марго, и назначить её, Еву, дублершей Марго Ченнинг. Карен, считая, что Ева нуждается в опеке, соглашается на такое поручение, не уведомив об этом свою лучшую подругу. Не говорит об этом Марго и продюсер её театра Макс Фабиан (Григорий Ратов).
Постепенно в фильме раскрывается двуличность Евы и её тайное намерение отнять у Марго Ченнинг всё, что той дорого: её любовника Билла Симпсона (Гэри Меррилл), её друзей Ллойда и Карен Ричардсов (Хью Марлоу и Селест Холм), её театральную карьеру и славу.
Ева собирается вытеснить Марго, став её дублёршей. Как только Марго не сможет выйти на сцену, она намерена сделать это вместо неё, продемонстрировать свои достоинства перед многочисленными критиками. Её план проваливается, и она решает путём шантажа получить следующую роль, обещанную Марго, не подозревая, что та сама уже не рада играть роли, не подходящие ей из-за возраста.
Ева пытается подняться в театральном мире, используя помощь театрального критика Эддисона ДеВитта (Джордж Сэндерс). Незадолго до премьеры спектакля с её участием она посвящает ДеВитта в свой план — выйти замуж за сценариста Ллойда Ричардса после его развода с женой Карен. ДеВитт, имея собственный расчет, раскрывает всю подноготную Евы и шантажирует её. Он рассказывает о том, что послужило настоящей причиной её приезда в Нью-Йорк из Сан-Франциско. Как выясняется, Ева была вынуждена уйти с работы на пивоваренном заводе, когда жена босса прослышала о непозволительной связи Евы со своим мужем. Хотя Эддисон и оскорбляет Еву, в то же время он увлечён ею и продолжает способствовать её карьере.
Еве, теперь уже звезде Бродвея, вручают премию за исполненную роль. После чего у себя в квартире она обнаруживает пробравшуюся к ней молодую поклонницу (Барбара Бейтс) — и всё готово повториться сначала.

## В ролях
- Бетт Дейвис — Марго Ченнинг
- Энн Бакстер — Ева Харрингтон
- Джордж Сандерс — Эддисон Девитт
- Селеста Холм — Карен Ричардс
- Гэри Меррилл — Билл Симпсон
- Хью Марлоу — Ллойд Ричардс
- Грегори Ратофф — Макс Фабиан
- Барбара Бэйтс — Фиби
- Мэрилин Монро — Клаудия Кассуэлл
- Телма Риттер — Бёрди
- Уолтер Хэмпден — пожилой актёр
- Сюзанн Риджуэй — гостья на церемонии вручения Премии Сары Сиддонс[англ.]
- Гертруда Астор — гостья на церемонии вручения Премии Сары Сиддонс

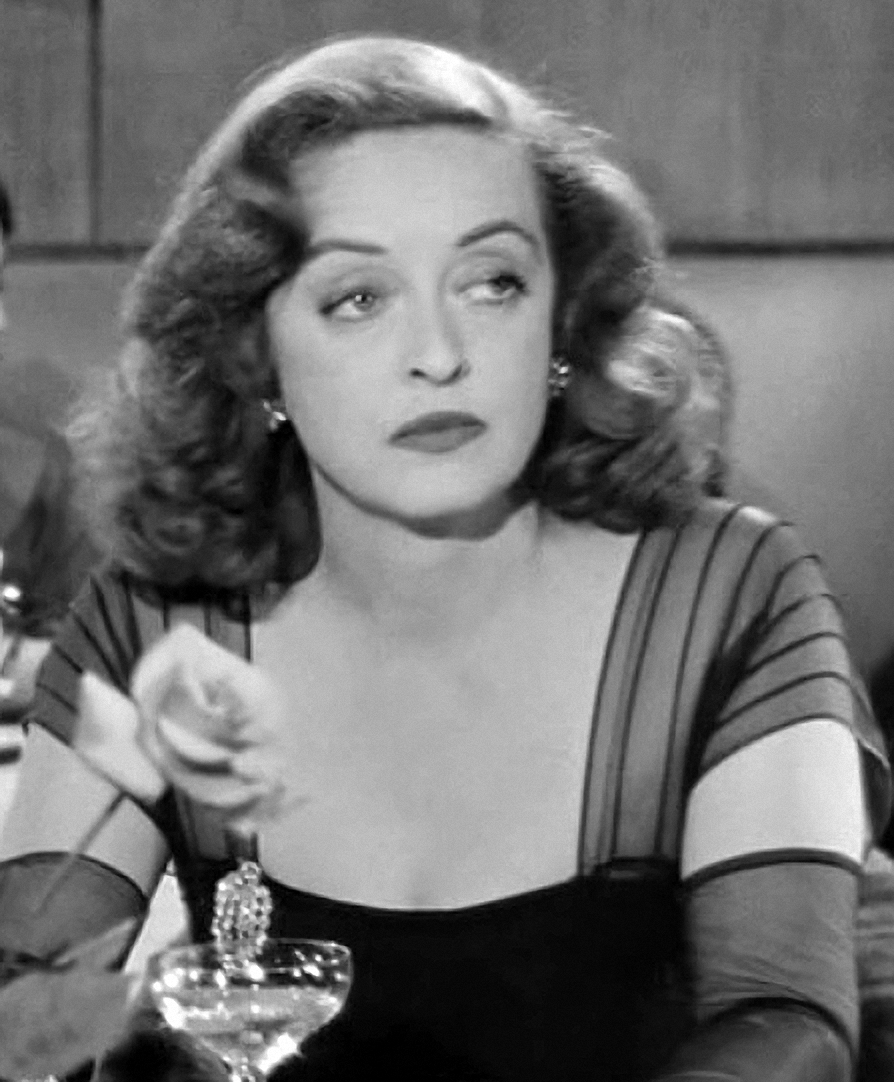
Бетт Дэйвис в роли Марго Ченнинг
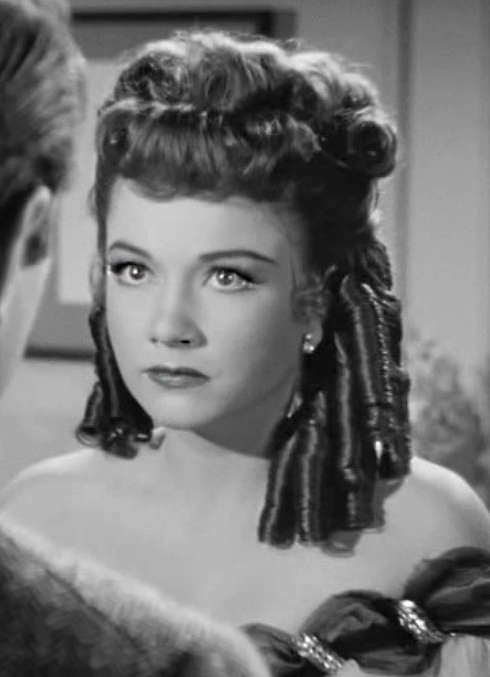
Энн Бакстер в роли Евы Харрингтон
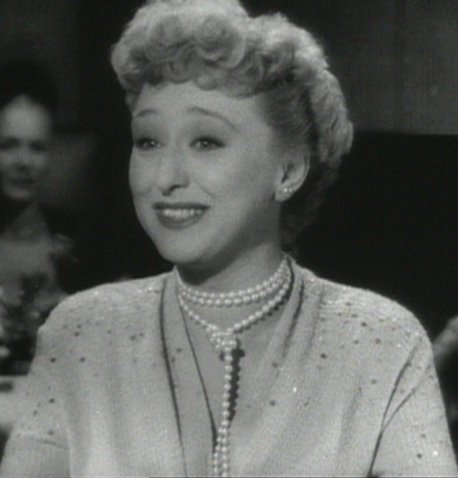
Селеста Холм в роли Карен Ричардс

## Создание фильма и основные темы
Рассказ Мэри Орр «Мудрость Евы» был основан на реальной истории, произошедшей с австрийской актрисой Элизабет Бергнер, которую часто называли «Гарбо на сцене». Рассказ был опубликован в журнале «Cosmopolitan» в мае 1946 года; затем Орр написала на его основе радиопьесу, которая привлекла внимание Джозефа Лео Манкевича. Первоначальное название фильма «Мудрость Евы» изменялось несколько раз: сначала оно превратилось в «Еву Харрингтон», затем — в «Лучшую роль» (Best Performance), после чего был найден окончательный вариант — «Всё о Еве».
Хотя продюсер фильма Дэррил Занук хотел видеть в главной роли Марлен Дитрих, Манкевич настоял на кандидатуре Клодетт Кольбер. Однако за две недели до начала съёмок она была вынуждена отказаться от роли из-за несчастного случая. В итоге роль Марго Ченнинг досталась Бетт Дейвис. Известно, что Манкевич при создании образа Марго вдохновлялся судьбой Пег Уоффингтон, ирландской актрисы XVIII века; после выхода ленты ходили слухи, что прототипом Марго была Таллула Бэнкхед. Однако Бетт Дейвис также могла ассоциировать себя с героиней, чувствующей закат своей славы и угрозу со стороны молодёжи, поскольку к тому моменту продолжение карьеры 41-летней актрисы находилось под вопросом. Благодаря успеху фильма «Всё о Еве» эта проблема для Дэйвис была решена. Кроме острого для театральной среды вопроса о столкновении амбиций и старении, лента затрагивает важную для женщин дилемму: карьера или брак. В конце концов Марго выбирает второе.

## Награды и номинации
- 1950 — номинация на премию Национального совета кинокритиков США за лучший фильм.
- 1951 — 3 премии New York Film Critics Circle: лучший фильм, лучший режиссёр (Джозеф Манкевич) и лучшая актриса (Бетт Дэйвис).
- 1951 — приз лучшей актрисе (Бетт Дейвис) и специальный приз жюри (Джозеф Манкевич) на Каннском кинофестивале.
- 1951 — 6 премий «Оскар»: лучший фильм, лучший режиссёр (Джозеф Манкевич), лучший адаптированный сценарий (Джозеф Манкевич), лучший актёр второго плана (Джордж Сандерс), лучшие костюмы в чёрно-белом фильме (Эдит Хэд, Шарль Ле Мер), лучшая запись звука. Лента была также выдвинута в 8 номинациях: лучшая актриса (Бетт Дейвис и Энн Бакстер), лучшая актриса второго плана (Селеста Холм и Телма Риттер), лучшая чёрно-белая операторская работа (Милтон Краснер), лучший монтаж (Барбара Маклин), лучшая музыка (Альфред Ньюман), лучшая работа художников и декораторов в чёрно-белом фильме (Лайл Уилер, Джордж Дэйвис, Томас Литтл, Уолтер Скотт).
- 1951 — премия BAFTA за лучший фильм.
- 1951 — премия «Золотой глобус» за лучший сценарий (Джозеф Манкевич), а также 5 номинаций: лучший фильм — драма, лучший режиссёр (Джозеф Манкевич), лучшая драматическая актриса (Бетт Дейвис), лучший актёр второго плана (Джордж Сандерс), лучшая актриса второго плана (Телма Риттер).
- 1951 — премия Гильдии режиссёров Америки за лучшую режиссуру — художественный фильм (Джозеф Манкевич).
- 1951 — премия Гильдии сценаристов США за лучшую американскую комедию (Джозеф Манкевич).
- 1952 — премия «Бодил» за лучший американский фильм (Джозеф Манкевич).
- 1952 — премия «Серебряная лента» Итальянского национального синдиката киножурналистов в категории «лучшая зарубежная актриса» (Бетт Дейвис).

## Критика
Критики дали высокую оценку картине. Так, Босли Краузер в «Нью-Йорк Таймс», в частности, назвал картину «испепеляющей сатирой — остроумной, зрелой и по-житейски мудрой… Манкевич превзошёл лучших бродвейских авторов в ослепительном и разрушительном высмеивании, блестяще поданном в этом фильме… Очевидно, что Манкевич, который написал и поставил фильм, оттачивал своё остроумие и свои таланты на протяжении очень долгого времени специально для этого случая. Очевидно также, что он изучал театр и его очаровательных персонажей в течение многих лет не через розовые очки и не как пылкий почитатель. И теперь с отличной помощью со стороны Бетт Дейвис и действительно блестящих актёров Манкевич своими острыми когтями внедряется в самое нутро театра, громя и сводя многие счёты». Как далее пишет критик, «сценарий Манкевича переполнен борьбой и острыми насмешками над театральным племенем Бродвея… его персонажи полнокровны, события блестяще задуманы, а реплики самые содержательные, острые и умные среди тех, которые только можно услышать. Манкевич собрал целую сагу о театральном честолюбии и тщеславии, гордыне, обмане и лицемерии, выжав из темы почти всё, что возможно». В заключение Краузер выражает «безграничную признательность господину Манкевичу и его актёрскому составу за то, что они выстроили галерею людей, которые ослепляют, ужасают и завораживают».
Журнал Variety назвал картину «грамотным, зрелым фильмом самого высокого калибра», а New York Morning Telegraph пришёл к заключению, что «это, наверняка, самый остроумный, самый потрясающий, самый зрелый и самый грамотный фильм из когда-либо сделанных на тему о нью-йоркской сцене… Это блестящий, искромётный, великолепно написанный и превосходно сыгранный рассказ о драматическом театре».
The Oxford Companion to Film оценил картину как «язвительно точное изображение театральной жизни и бессовестного восхождения инженю к славе», отметив «превосходный актёрский состав» и особенно «Бетт Дейвис, которая дала одно из своих самых ослепительных выступлений».
TimeOut Film Guide обратил внимание на «циничный сценарий Манкевича, который использует историю по максимуму, будучи одновременно остроумным и умным».
Леонард Молтин назвал картину «блестяще утончённым (и циничным) взглядом на жизнь в театре и вокруг него» со множеством остроумных реплик, особенно, у Сандерса и Риттер.
В The Rough Guide to Cult Movies было отмечено, что «вероломная стервозность и язвительные остроты делают этот фильм обязательным к просмотру».
Наконец, как заключил популярный современный кинокритик Питер Трэверс, «забавно, что великие фильмы со временем становятся только полнее и богаче. Манкевич никогда более не достигнет такого идеально выверенного сочетания остроумия и печальной мудрости… Предательство в театре никогда не подавалось так сладко и искусно, как это сделал Манкевич с лучшим актёрским составом в своей карьере».

## Последующее признание
- Национальный реестр фильмов (1990)
- 100 лучших американских фильмов за 100 лет по версии AFI (1998 — 16 место, 2007 — 28 место)
- 100 лучших героев и злодеев по версии AFI (2003) — Ева Харрингтон, 23 место в списке величайших злодеев
- 100 известных цитат из американских фильмов за 100 лет по версии AFI (2005) — цитата персонажа Марго Ченнинг «Пристегните ремни. Будет жёсткая ночка» заняла 9 место